# Palau Palmerola
El palau Palmerola, també conegut com a casa del Comte de Fonollar, és una antiga residència senyorial situada als carrers de la Portaferrissa i d'en Bot de Barcelona, catalogada com a bé cultural d'interès local.

## Història
El 1741, Ramon de Ponsich i Camps (1713-1775) va adquirir en subhasta pública una propietat a la cantonada dels carrers de Portaferrissa i d'en Bot que havia pertangut a Tomàs de Martí i de Vilanova, i va establir-ne una part en emfiteusi al fuster Pere Fajol. El 1768, Ponsich, la seva dona Maria Ignàsia d'Alós i Fontaner i el seu fill Ramon de Ponsich i d'Alòs vengueren la seva part a Francesc Xavier Despujol i d'Alemany-Descatllar (1732-1809), primer marquès de Palmerola i baró de Montclar, que l'any següent adquirí l'altra part a Fajol i la seva dona Antònia. El 1776, el marquès va demanar permís per a reedificar el frontis del carrer d'en Bot, i novament el 1784 per al del carrer de la Portaferrisssa sobre el terreny de les cases d'Úrsula Soler.
A la seva mort, el títol i el casal passaren a mans del seu fill Francesc Despujol i Vilalba, que fou succeït pel seu germà Ramon, casat amb Micaela Ferrer de Sant Jordi i dels Sants, comtessa de Fonollar.
El 1858, l'hereu Josep Maria Despujol i Ferrer de Sant Jordi va encarregar-ne la reforma a l'arquitecte Elies Rogent, que va refer l'allargada façana del carrer d'en Bot amb criteris academicistes i hi va remuntar un tercer pis. Casat amb Marianna de Dusai i de Fivaller, fou succeït pel seu fill Ignasi Maria Despujol i de Dusai.
El 1870, el seu apoderat Àlvar Maria Camín i López va llogar el local de la planta baixa i la planta noble als fabricants Josep Rosés i Ricart i Josep Masriera i Vidal fins al 1876, termini prorrogable per un any més i amb un dret preferencial en cas que el marquès volgués vendre el palau. Això es va produir el 1874, quan Camín va arribar a un acord amb Antonio López y López (propietari del veí Palau Moja) pel preu de 100.000 duros. Mentrestant, el seu gendre Eusebi Güell va obtenir dels senyors emfitèutics la cessió del dret de fadiga o tempteig i va fer efectiva la compra pel mateix preu, del qual 74.187 duros servirien per a pagar als creditors del marquès. Això va motivar un litigi, que el 1880 va provocar el desnonament de Rosés (ja que mentrestant Masriera havia mort) i Güell s'hi va instal·lar. Tanmateix, el 1883, el Tribunal Suprem va donar la raó a Rosés, obligant Güell a abandonar el palau, i aquest se'n va emportar el mobiliari i la decoració, obra de l'arquitecte Camil Oliveras, per a instal·lar-los a la seva nova residència.
El 1886, el palau fou llogat a les Germanes de la Sagrada Família, que hi instal·laren un col·legi religiós, que va tancar el 1936, amb l'esclat de la Guerra Civil. Durant el franquisme, s'hi va instal·lar la pelleteria Le Parisien, que va tancar als anys 1970, començant l'abandonament de l'edifici.

## Descripció
De planta baixa i tres pisos, el palau conserva alguns elements del segle xviii, com ara el vestíbul, cobert amb volta de quatre punts, i l'escala, coberta amb voltes rampants que reposen sobre columnes d'ordre toscà. El saló és actualment l'estudi del fotògraf Manuel Outumuro, que n'encarregà la restauració a l'arquitecte Stephen Henneberry. L'any 2000 s'hi recuperaren unes pintures murals de Pere Pau Montaña, tapades darrere una ornamentació neogòtica. Es tracta de 10 plafons de grans dimensions que recreen l'expedició catalana a Orient en època medieval i s'emmarquen en una escenografia arquitectònica neoclàssica a base de pilastres acanalades i altres ornamentacions classicistes.

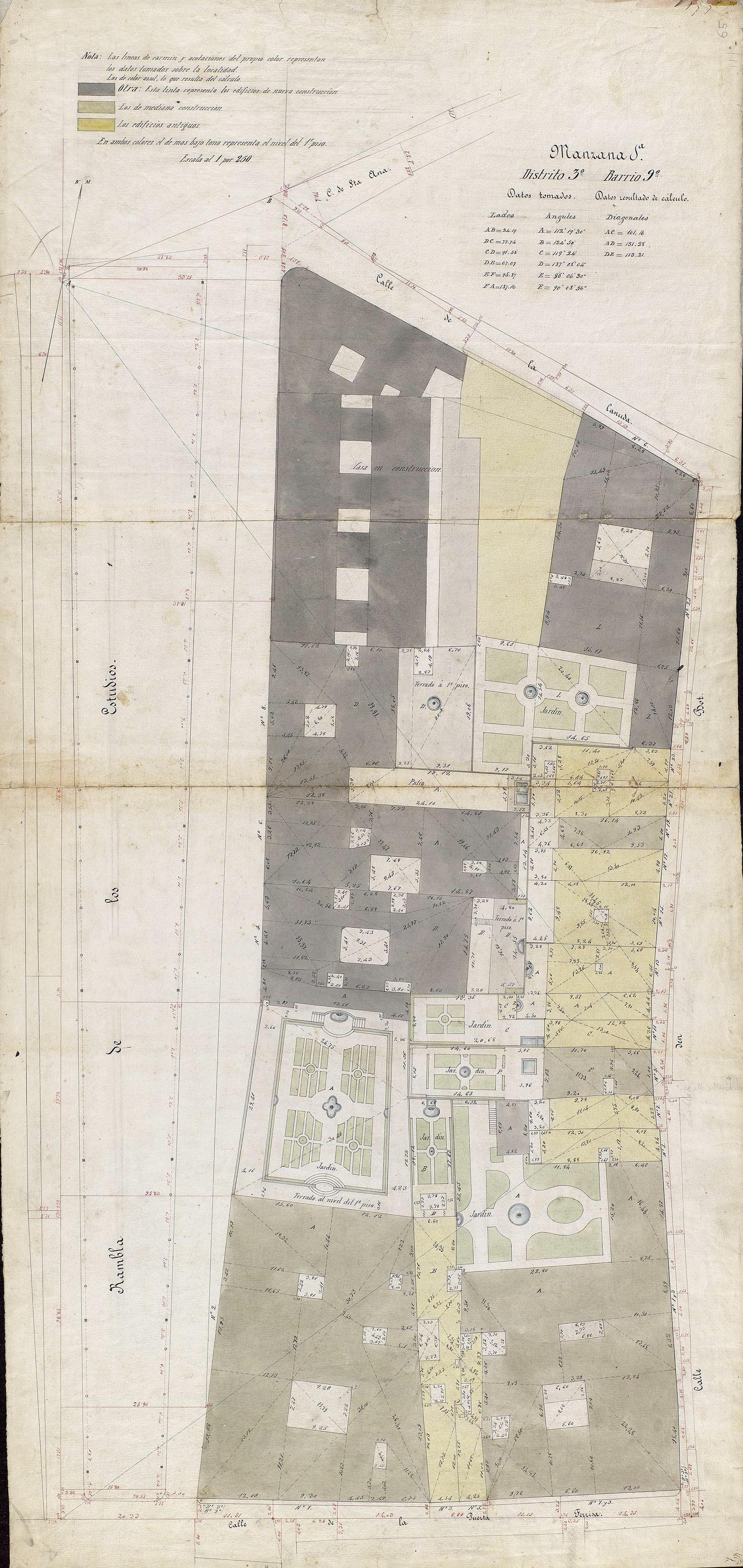
Quarteró núm. 65 de Garriga i Roca (c. 1860)